# Eichbach (Hahle)
Der Eichbach, mitunter auch Eiche genannt, ist ein linker Zufluss der Hahle im thüringischen Landkreis Eichsfeld.

## Verlauf
Der Eichbach entspringt zwischen Steinbach und Hundeshagen am Nordhang des Kalten Lindenbergs (413,2 m), entlang eines steilen Stufenrandes des Zehnsbergs. Das Quellgebiet liegt im Wechsel von Wald zu überwiegend landwirtschaftlich genutzter Flur, östlich befindet sich der gleichnamige Eichberg (315,8 m). Er fließt in nördliche Richtung  und nimmt kurz vor Teistungen den Finkgraben und  Rittersumpfgraben aus Richtung Berlingerode kommend auf. Nach durchfließen von Teistungen mündet er an der nördlichen Bebauungsgrenze in den Rhume-Zufluss Hahle.

## Besonderheiten
An seinem Oberlauf im Rangental befand sich die ehemalige Burg Westernhagen, eine Wasserburg, dessen Wassergraben mit Wasser aus dem nahen Eichbach gefüllt war. Von der Burganlage sind nur noch wenige Relikte nachweisbar. Am weiteren Lauf des Eichbaches wurden in der Vergangenheit zwei Mühlen betrieben, bei Berlingerode die Eichholzmühle und in Teistungen die Kämpenmühle.